# Kurt Vonnegut
 Der er for få eller ingen kildehenvisninger i denne artikel, hvilket er et problem. Du kan hjælpe ved at angive troværdige kilder til de påstande, som fremføres i artiklen.

Kurt Vonnegut (født 11. november 1922, død 11. april 2007) var en amerikansk forfatter, dramatiker, debattør og kunstner. Vonnegut studerede kemi på Cornell University 1941-1943 og arbejdede senere som journalist og deltog som soldat i den amerikanske hær under 2. verdenskrig. Efter krigen gennemførte han et studium i antropologi på University of Chicago, og arbejdede igen som journalist. Det var, mener han selv, hans erfaringer som reporter, der gav ham den lettilgængelige, uprætentiøse stil, han anvender i sine litterære værker.
Hans oplevelser fra krigen, og ikke mindst bombningen af Dresden i 1945, som han bevidnede som krigsfange, har haft stor indflydelse på en stor del af hans værk. Udslettelsen af Dresden er således den helt centrale begivenhed i hovedværket Slaughterhouse-Five (1969, da. Slagtehal 5, 1970, filmatiseret 1972), der både ifølge de fleste kritikere og forfatteren selv er en af hans bedste bøger. Vonnegut var en erklæret humanist og socialist, hvilket ofte kom til udtryk i hans journalistisk, essays, noveller og romaner.
Fra at have skrevet relativt traditionelle og ikke særlig eksperimenterede realistiske og science fiction noveller i starten af sin karriere begynder Vonnegut fra udgivelsen af The Sirens of Titan i 1959 at skrive mere eksperimenterede litteratur, der trods sine nyskabelser altid har været tilgængelig for næsten alle slags læsere. Der er altid mere under overfladen, selvom en bogstavelig forståelse af teksten også har meget at byde på. Denne stil har været kaldt ”deceptively simple.”
Litterært klassificeres Vonnegut ofte som en postmoderne forfatter, selvom han også drager især meget på science fiction genren igennem hele sin karriere. Således lader han sine idéer ofte afspejle i selve struktureringerne af sine fortællinger. Det mest vellykkede eksempel er her afgjort hovedværket, Slagtehal 5, hvor det non-lineære trækkes helt frem i forgrunden. Denne fortælleteknik bruges både i Slagtehal 5 ligesom Breakfast of Champions til at illustrere Vonneguts tanker om fri vilje vs. determinisme/fatalisme.
Tematisk gennemdiskuteres etik og moral igen og igen i forfatterskabet, og det foregår gennemgående i en anti-autoritær tone, der ikke sjældent svinger over i decideret politisk satire. I mange sammenhænge lader Vonnegut sin egen stemme lyde gennem værkerne. Slagtehal 5 er delvis selvbiografisk, og både i den og i mange af hans andre bøger støder man på figuren Kilgore Trout; den kyniske, evigt fiaskoforfulgte science-fiction-forfatter med den utøjlelige fantasi, som føder det ene fantastiske plot efter det andet. Problemet er bare, at Kilgore Trout skriver forfærdelig dårligt.

### På dansk

#### Romaner
- Da verden gik under, 1969, (orig Cat's Cradle, 1963)
- Perler for svin eller gud velsigne Dem, Mr. Rosewater, 1970 (orig. God Bless You Mr. Rosewater or Pearls Before Swine, 1965)
- Sirenerne på Titan. 1970 (orig. The Sirens of Titan, 1961)
- Slagtehal fem eller børnekorstoget : en pligtdans med døden, 1970, (orig. Slaughterhouse-Five or the Children's Crusade, 1969)
- Mestrenes morgenmad eller farvel blå mandag, 1973, (orig. Breakfast of Champions or Goodbye Blue Monday, 1973)
- Tugthuskandidat, 1980, (orig. Jailbird, 1979)
- Lige i øjet, 1984, (orig. Deadeye Dick, 1982)
- Galapagos, 1985, (orig. Galapagos, 1985)
- Hokus Pokus. 1991, (orig, Hocus Pocus, 1990)
- Blåskæg, 1992, (orig. Bluebeard, 1987)
- Slapstick, 1994, (orig., Slapstick, 1976)
- Tidsskælv, 1998, (Timequake, 1997)

#### Essaysamlinger
- En mand uden fædreland, 2012, (A Man Without a Country, 2005)

### På engelsk

#### Romaner
- Player Piano, 1952
- The Sirens of Titan, 1959
- Mother Night, 1961
- Cat's Cradle, 1963
- God Bless You, Mr Rosewater, or Pearls Before Swine, 1965
- Slaughterhouse-Five, or The Children's Crusade, 1969
- Breakfast of Champions, or Goodbye, Blue Monday, 1973
- Slapstick, or Lonesome No More, 1976
- Jailbird, 1979
- Deadeye Dick, 1982
- Galapagos,, 1985
- Bluebeard, 1987
- Hocus Pocus, 1990
- Timequake, 1997

#### Novellesamlinger
- Canary in a Cathouse, 1961
- Welcome to the Monkey House, 1968
- Bagombo Snuff Box, 1999

#### Essaysamlinger
- Wampeters, Foma and Granfalloons, 1974
- Palm Sunday, 1981
- Fates Worse than Death, 1991
- God Bless You, Dr. Kevorkian, 1999
- A Man Without a Country, 2005

#### Skuespil
- Happy Birthday, Wanda June, 1970
- Between Time and Timbuktu, or Prometheus Five, 1972
- Make Up Your Mind, 1993
- Miss Temptation, 1993
- L'Histoire du Soldat, 1993

## Filmatiseringer
- Happy Birthday, Wanda June, 1971
- Slaughterhouse-Five, 1972
- Slapstick, 1982
- Mother Night, 1996
- Breakfast of Champions, 1999

## Samtale
- Like Shaking Hands With God, 1999: en samtale mellem Vonnegut og forfatteren Lee Stringer